# Jamesbrittenia aridicola
Jamesbrittenia aridicola är en flenörtsväxtart som beskrevs av O.M. Hilliard. Jamesbrittenia aridicola ingår i släktet Jamesbrittenia och familjen flenörtsväxter. Inga underarter finns listade i Catalogue of Life.